# Typ 19 (155-mm-Radhaubitze)
Die Typ 19 155-mm-Radhaubitze (japanisch 19式装輪自走155mmりゅう弾砲 Hitokyuu-shiki-sourin-jisou-155mm-ryuudan-hou) ist eine Selbstfahrlafette aus japanischer Produktion, die seit 2019 den japanischen Bodenselbstverteidigungsstreitkräften zur Verfügung steht.

## Entwicklungsgeschichte
Im Jahr 2011 erkannte das japanische Verteidigungsministerium einen Bedarf für ein neues mobiles Artilleriesystem, das die Feldhaubitze FH-70 ersetzen soll. Die Entwicklung begann im Jahr 2013, bereits 2018 wurden insgesamt fünf Prototypen von Japan Steel Works fertiggestellt und zur militärischen Erprobung und Evaluierung ausgeliefert. Im Jahr 2019 wurde ein erstes Los für die Produktion von sieben Radhaubitzen ausgeliefert.

## Technik
Der Typ 19 besteht aus einer auf einem LKW installierten 155-mm-Haubitze ohne automatisches Ladesystem. Als Basisfahrzeug wurde für die ersten Modelle der 8×8-HX von Rheinmetall MAN Military Vehicles gewählt. In dem Fahrzeug sind sämtliche Systeme für den autonomen Einsatz oder den Einsatz im Verbund untergebracht. Das Typ-19-System ist in einer Lockheed C-130 oder einer Kawasaki C-2 luftverlastbar.